# KNM ER 1805
KNM ER 1805 — фрагментарные останки черепа Homo habilis, обнаруженные в Кооби-Фора (Кения) в 1974 году. Возраст находки оценивается в 1,74 млн лет. Объём черепной коробки составляет 582 см³.
Из-за неполноты находки вопрос о её видовой принадлежности долгое время оставался дискуссионным. Первоначально классифицировался как Homo erectus. В настоящее время считается, что это Homo habilis.
Возможно, KNM ER 1805 это патологический индивид или метис раннего Homo и массивного австралопитека.